# Barragem de Santa Cruz do Apodi

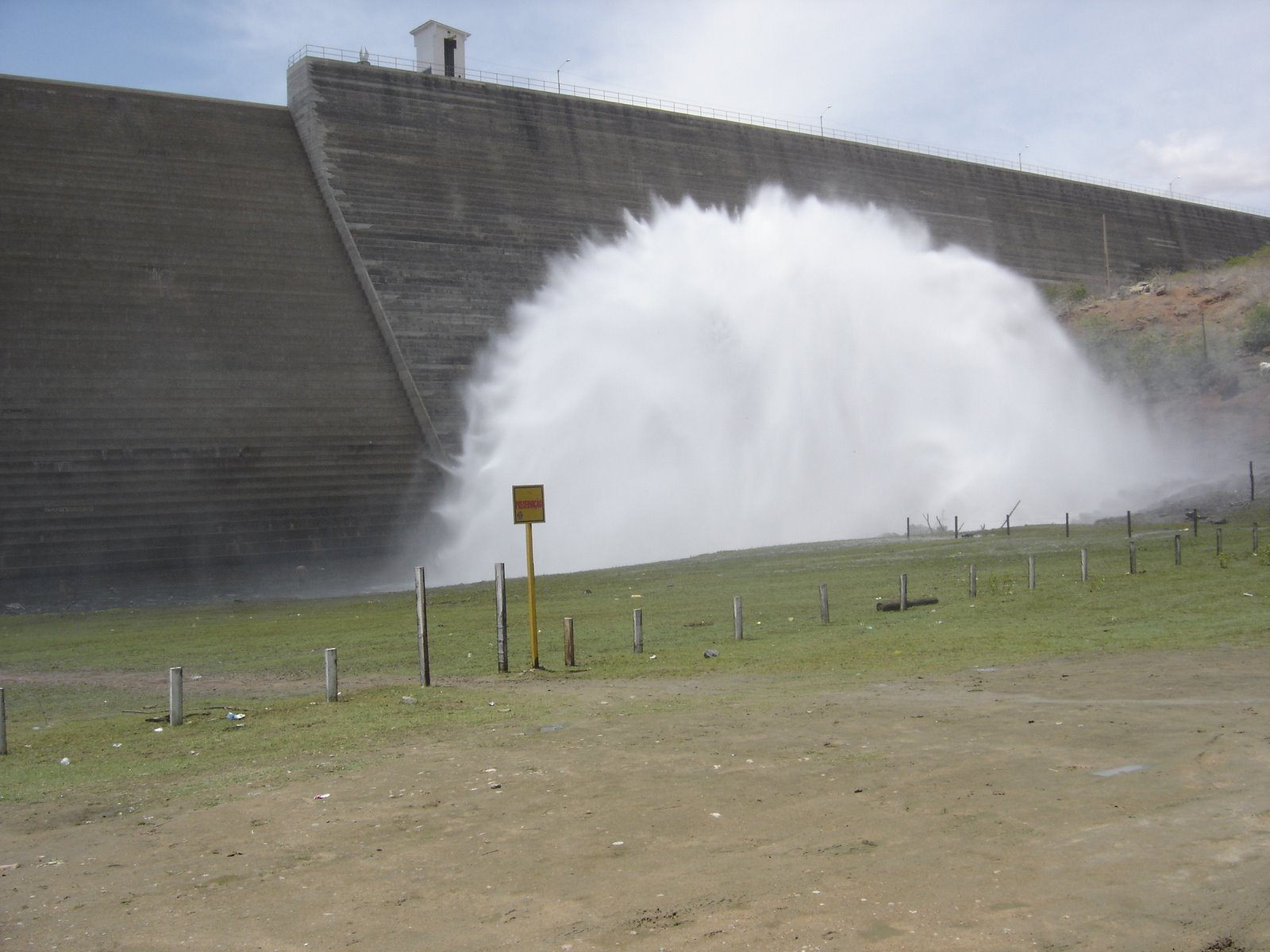
Parede do sangradouro da Barragem de Santa Cruz.

A Barragem de Santa Cruz foi inaugurada no dia 11 de março de 2002, pelo presidente Fernando Henrique Cardoso e por Garibaldi Alves Filho, governador do Rio Grande do Norte naquele período. Esta barragem é o segundo maior reservatório de água do estado do Rio Grande do Norte, com capacidade de armazenamento de 599.712.000 m³. 